# ایزابل آدریانی
ایزابل آدریانی (ایتالیایی: Isabelle Adriani؛ زادهٔ ۲۲ ژوئن ۱۹۷۲) بازیگر، روزنامه‌نگار، خواننده، صداپیشه و نویسنده اهل ایتالیا است. وی از سال ۲۰۰۸ میلادی تاکنون مشغول فعالیت بوده‌است.
از فیلم‌ها یا مجموعه‌های تلویزیونی که وی در آن‌ها نقش داشته‌است، می‌توان به جزیره، آمریکایی، پاینده‌باد ایتالیا و دوبار متولد شد اشاره نمود.